# 나폴라

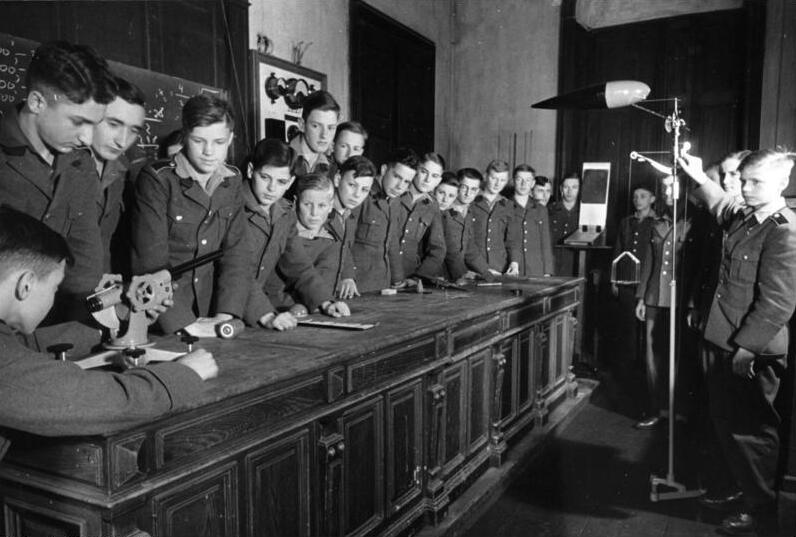

나폴라(Napola)는 1933년 나치 집권 후 생긴 민족 공동체 교육 시설이다. 졸업생은 대학 입학 자격이 주어졌다.